# Жариха
Жариха (укр. Жариха) — река на Украине, протекает по территории Шепетовского района Хмельницкой области. Левый приток реки Корчик (бассейн Днепра).
Длина реки 25 км. Площадь водосборного бассейна 468 км². Уклон 1,6 м/км. Долина корытообразная, шириной 3,5 км. Русло слабоизвилистое, средняя ширина 5 м. Используется для сельскохозяйственных нужд, развито рыбоводство. Сток реки зарегулирован прудами.
Жариха берёт начало западнее села Прикордонная Улашановка. Течёт сначала в восточном направлении, затем на север. Впадает в реку Корчик южнее села Киликиев.